# アヴェニオ (エデュケーション・シティ・トラム)
この項目では、シーメンスが展開する路面電車車両ブランドのアヴェニオのうち、カタールのエデュケーション・シティに存在するエデュケーション・シティ・トラムで使用されている車両について解説する。

## 概要
エデュケーション・シティは、カタール財団がドーハ西部で整備を進めている、学校や大学、図書館といった教育機関が多数立地している学園都市である。2012年、シーメンスはこの地域の移動手段として導入される路面電車（エデュケーション・シティ・トラム）の設備や車庫の建設を請け負うターンキー契約をカタール財団と結び、その一環として同路線で使用される車両を生産することとなった。
エデュケーション・シティ・トラム向けに製造されたのはシーメンスが世界各国に展開している「アヴェニオ（Avenio）」で、編成は両運転台式の3車体連接車となっている。時代の超越性やミニマリズムを意識したデザインを有する車体は全溶接式の耐候性鋼（コルテン鋼）で構成される一方、全ての車体にはボギー台車が搭載されており、そのうち前後車体の台車は外側に三相誘導電動機が2基設置されている動力台車である。
カタールの気象条件に対応するため断熱ガラスを用いた窓は黒く着色されており、強力な空調システムが搭載されている他、屋根にも直射日光から制御装置や補助電源装置などの電気機器を保護するための特別な日よけが設置されている。車内にはクロスシートが設置されている他、車椅子が設置可能なフリースペースが存在する。
エデュケーション・シティ・トラムは都市景観の観点から全線非電化（架線レス）で建設されているため、車両にはシーメンスが開発した充電システムである、充電池と電気二重層コンデンサを併用した「Siras HES」が搭載されており、前後車体の屋根上に搭載された小型のパンタグラフを用い電停やトンネルで剛体架線を使った充電が行われる。また、制動装置として搭載されている回生ブレーキからの充電も可能である。

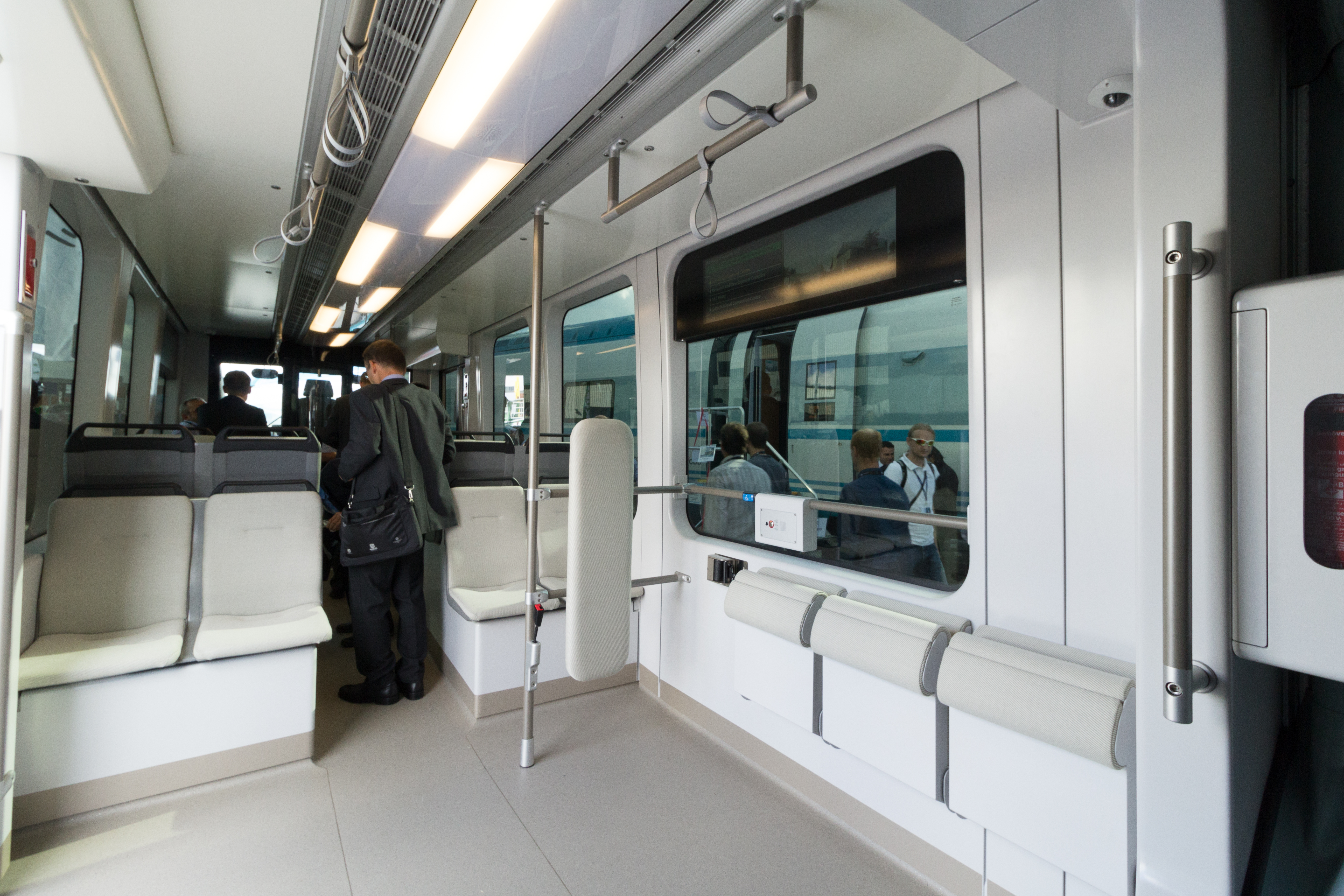
車内
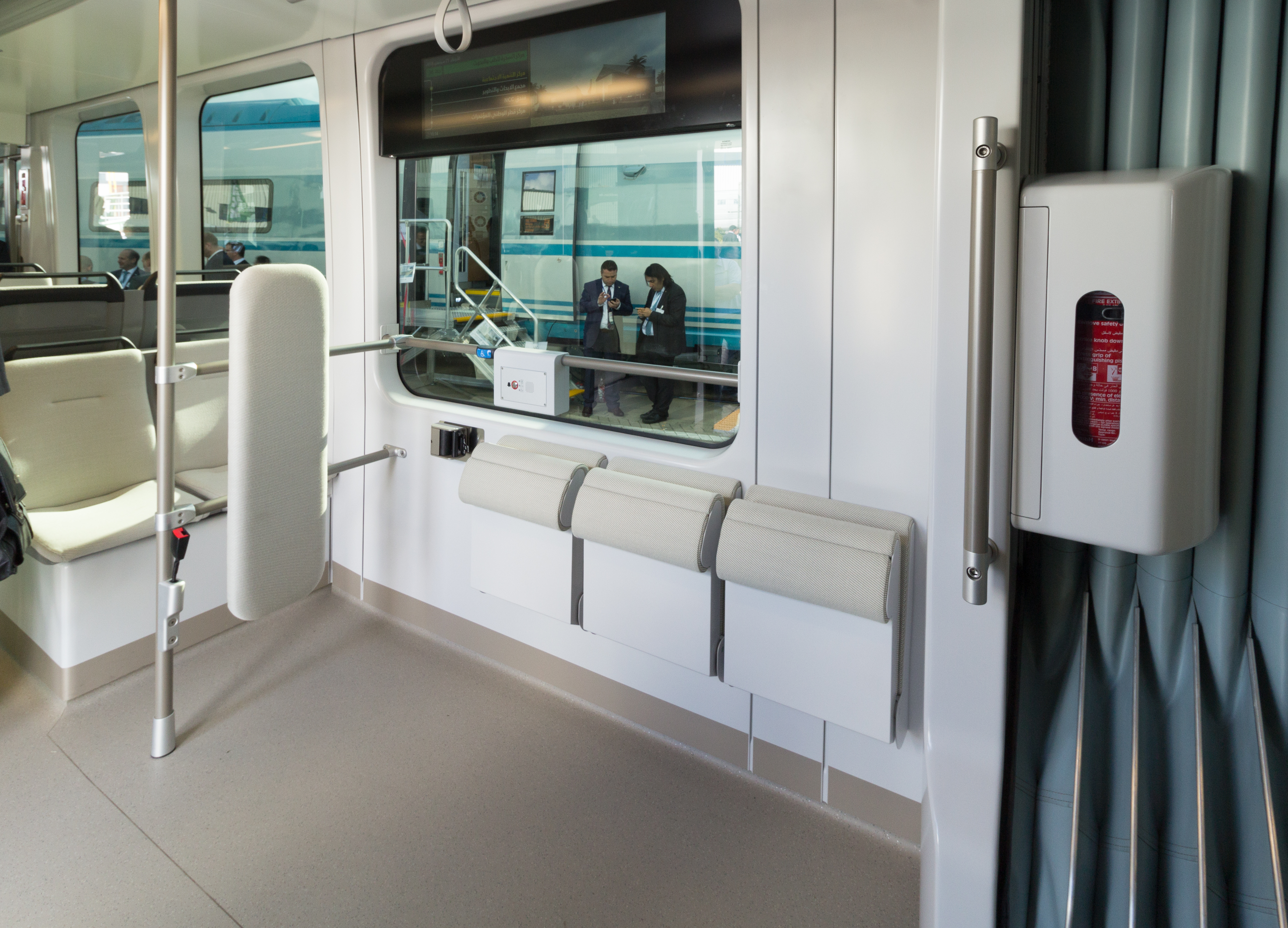
フリースペース
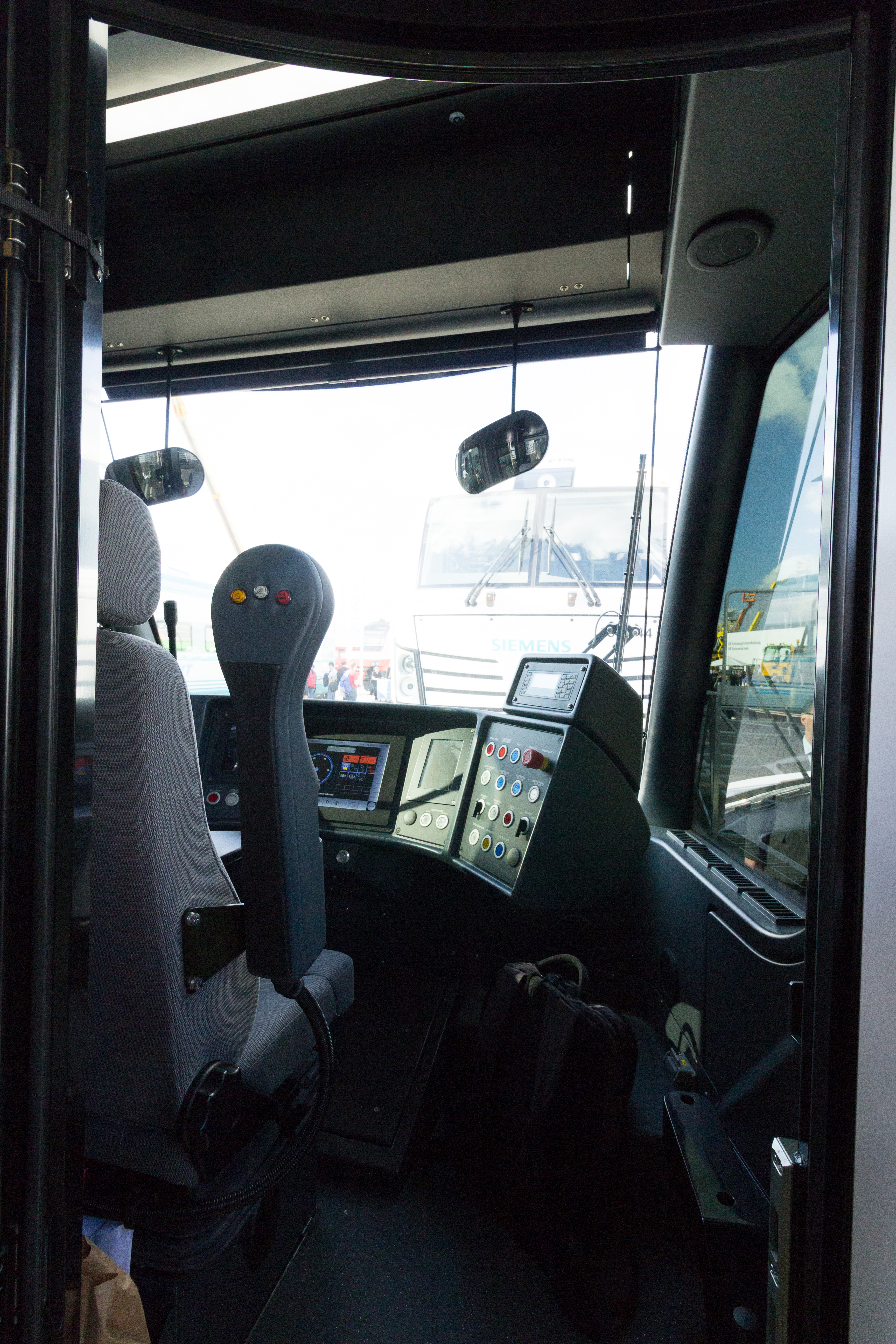
運転台

合計19両がオーストリア・ウィーンの工場で生産された後、各種試験を経てカタールへ輸送されており、最初の路線となったブルーライン（Blue Line）では2019年12月から、イエローライン（Yellow Line）では2021年11月から営業運転に使用されている。これらの路面電車車両はデザインが高く評価され、2017年のレッド・ドット・デザイン賞：プロダクトデザインや2018年のiFデザイン賞を受賞している。

イノトランスの会場に展示された車両（2016年撮影）
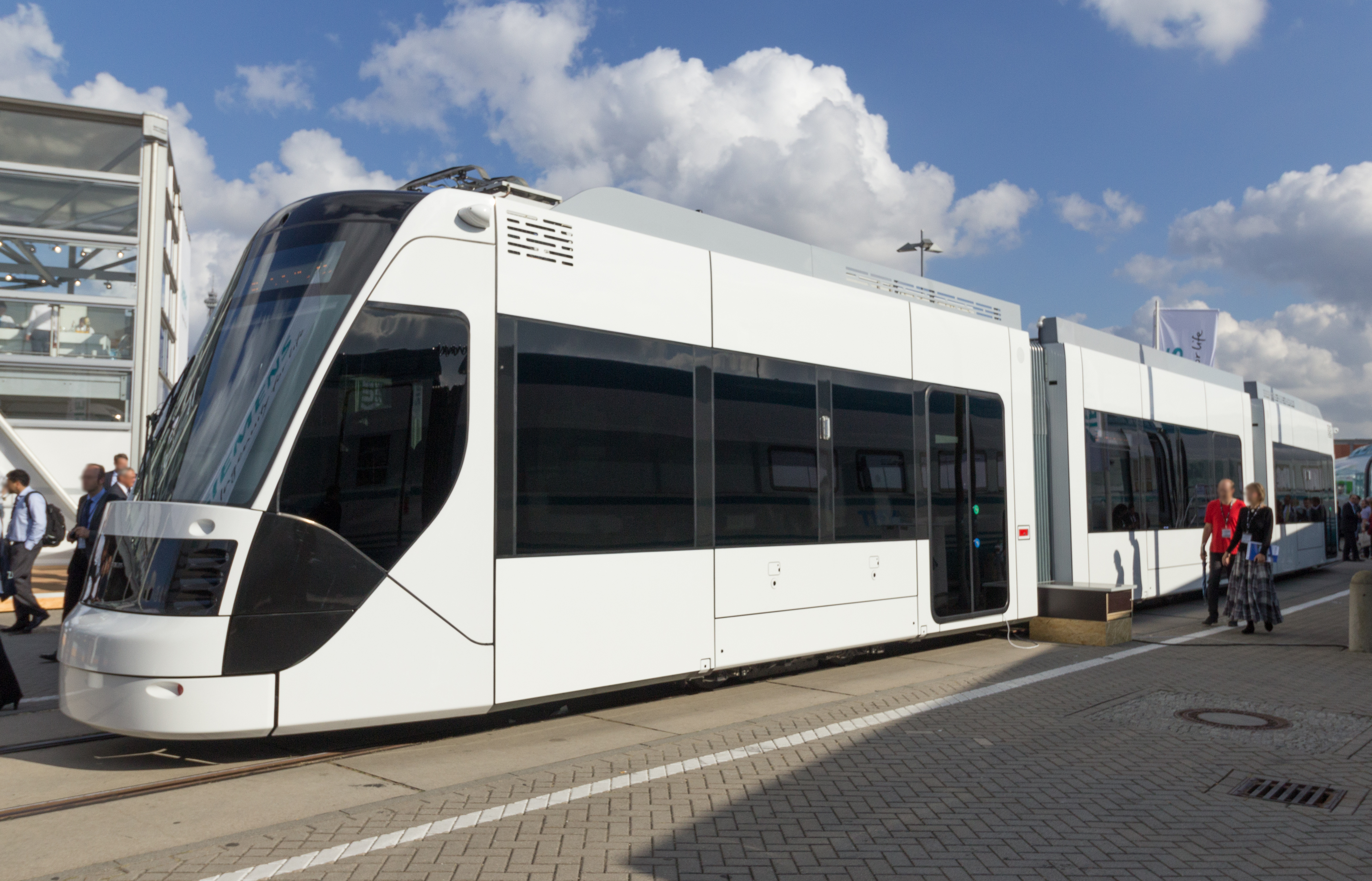
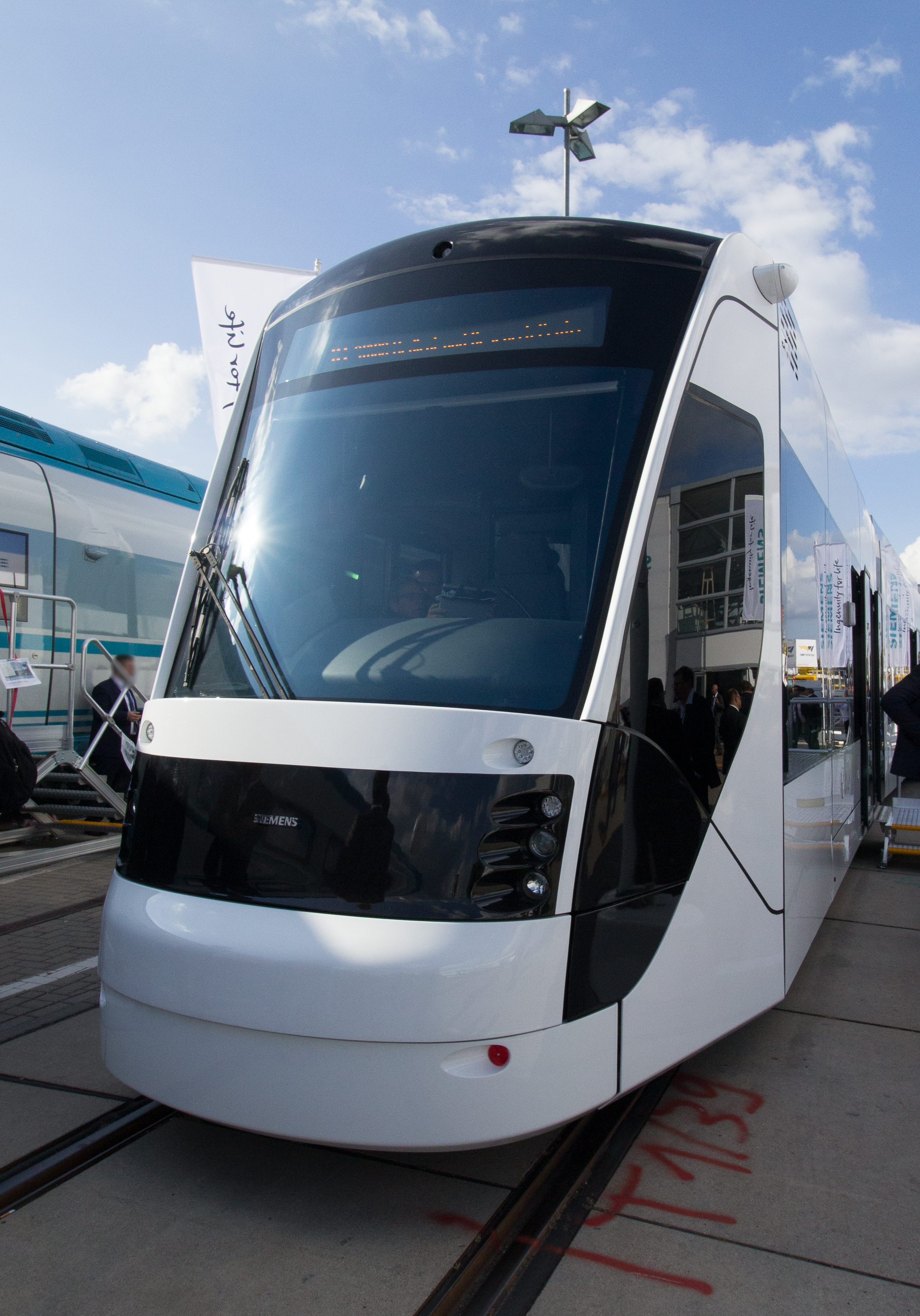
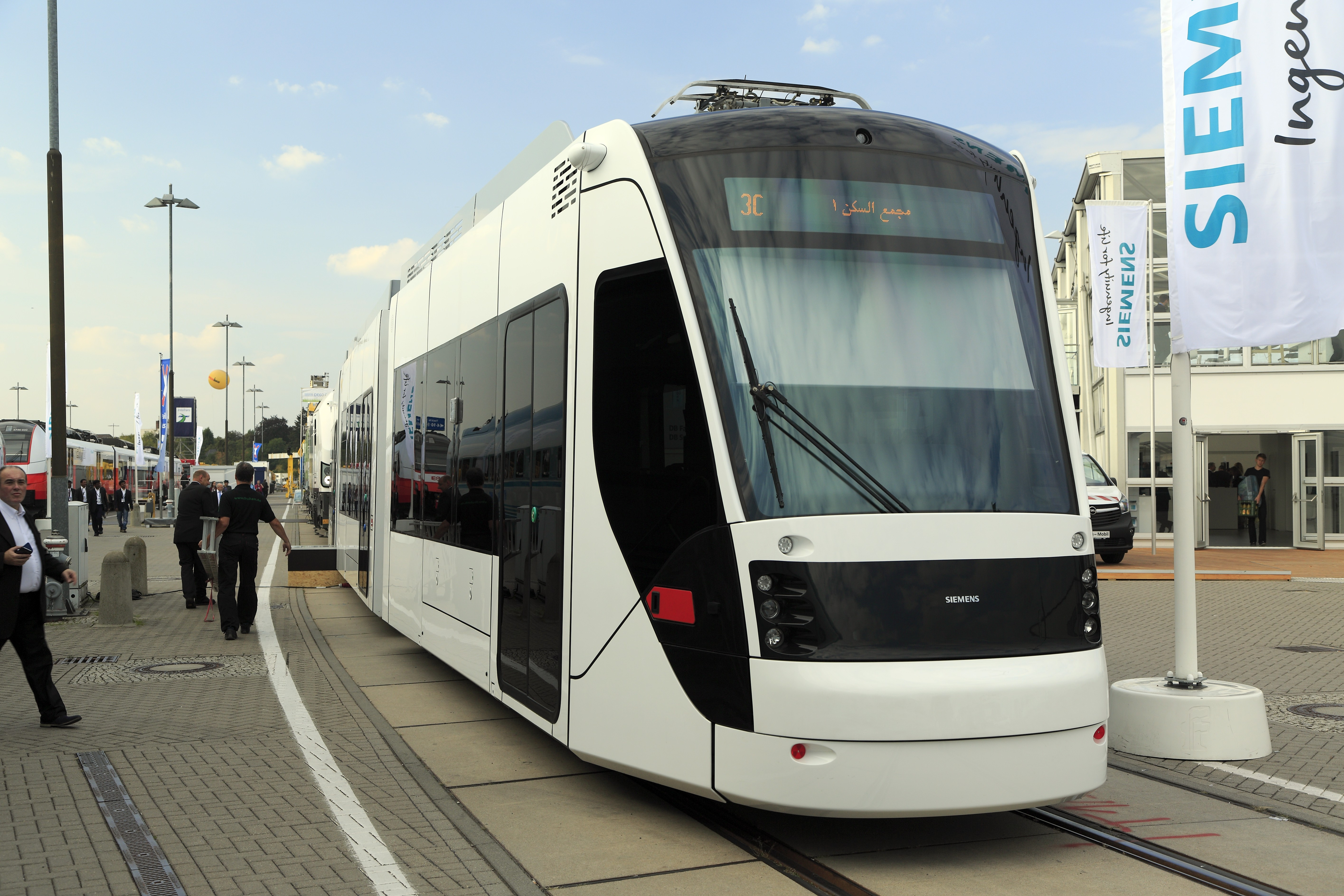